# Martin (Schiff, 1942)
HMS Martin (G44) war einer der acht am 7. Juli 1939 bestellten Zerstörer der M-Klasse der Royal Navy. Der Zerstörer wurde von Vickers-Armstrong im April 1942 abgeliefert. Er wurde als drittes Schiff der neuen M-Klasse fertiggestellt.
Die Martin wurde im Zweiten Weltkrieg mit den Battle Honours „Arctic 1942“ und „North Africa 1942“ ausgezeichnet.

Am 10. November 1942 wurde der Zerstörer nach nur sieben Monate Dienstzeit im Mittelmeer durch das deutsche U-Boot U 431 nordöstlich von Algier auf 37° 53′ 0″ N, 3° 57′ 0″ O versenkt.

## Geschichte des Schiffs
Am 7. Juli 1939 erteilte die Royal Navy Bauaufträge für acht Zerstörer einer neuen M-Klasse. Bei der Klasse handelte es sich um Nachbauten der 1938 bestellten L-Klasse, von der noch kein Schiff vom Stapel gelaufen war. Die neuen Aufträge gingen paarweise an die ausgewählten Bauwerften, von denen nur Scotts in Greenock auch Schiffe des ersten Auftrags baute. Der Auftrag für die Martin ging an den High Walker Yard von Vickers Armstrong in Newcastle upon Tyne, wo die Kiellegung beider Schiffe schon am 23. Oktober 1939 erfolgte. Das Schwesterschiff Marne (Bau-Nr. 18) wurde als erstes Schiff der M-Klasse fertiggestellt. Mit der Baunummer 19 lief die Martin am 12. Dezember 1940 etwa fünf Wochen nach der Marne als zweites Schiff der M-Klasse vom Stapel, als von der vorangehenden L-Klasse erst fünf Schiffe vom Stapel gelaufen waren. Als der Zerstörer am 4. April 1942 in Dienst kam, waren die Marne schon seit vier Monaten und die bei Stephens gebaute Matchless im Dienst, aber das achte Schiff der L-Klasse, die Loyal, noch immer nicht fertiggestellt.

Der neue Zerstörer war das zwölfte Schiff der Royal Navy, das den Namen Martin erhielt, der seit 1651 für britische Kriegsschiffe verwandt wurde. Zuletzt hatte ein 1909 bis 1912 bei Thornycroft gebauter Zerstörer der Acorn-Klasse den Namen geführt, der ab 1920 in Malta verschrottet worden war.

### Einsätze
Nach allen Tests sowie der Übernahme aller Ausrüstungen und Vorräte verlegte der neue Zerstörer für das „work-up“ zur Home Fleet und wurde ab dem 28. April 1942 in der Fernsicherungsgruppe für das Nordmeergeleit PQ 15 und das Gegengeleit QP 11 eingesetzt.
Ab dem 7. Mai folgten Einsätze in den Northwestern Approaches.
Der erste große Einsatz der Martin erfolgte ab dem 24. Mai in der Geleitgruppe des Nordmeergeleits PQ 16, das am 21. aus Reykjavík nach Murmansk ausgelaufen war. Der aus 35 Transportern und dem Flakschiff Alynbank bestehende Konvoi wurde neben der Martin von den Zerstörern Ashanti, Achates, Volunteer und der polnischen Garland sowie vier Korvetten als „Ocean Escort“ gesichert. Im Konvoi führte der Frachter Empire Lawrence auf einem Katapult eine Hurricane mit.
Zusätzlich waren noch eine Nahdeckungsgruppe mit vier Kreuzern und drei Zerstörern (darunter die Marne) zeitweilig eng am Konvoi. Ab dem 29. Mai verstärkten drei sowjetische Zerstörer und ab dem 30. sechs britische Minensuch-Sloops die Verteidigung des Konvois, die im Kola-Fjord stationiert waren. Der Konvoi, der von den Deutschen mit Unterseebooten und aus der Luft angegriffen wurde, verlor sieben Schiffe (43.205 BRT) mit 32.400 t Ladung, darunter 147 Panzer, 77 Flugzeuge und 770 Kraftfahrzeuge.
Am 30. Mai teilte sich der Konvoi vor der Kolabucht und Martin eskortierte sechs Frachter mit Alynbank und den Sloops Bramble, Gossamer, Leda und Seagull der Halcyon-Klasse durch das Weiße Meer nach Archangelsk. Ein weiterer deutscher Luftangriff konnte erfolgreich abgewehrt werden und das Teilgeleit erreichte am 1. Juni 1942 Archangelsk. Da die Martin bei den Luftangriffen durch Nahtreffer einige Schäden erlitten hatte, lief sie nach Erledigung ihrer Aufgaben selbstständig nach Großbritannien zurück, um die notwendigen Reparaturen durchführen zu lassen.
Wegen der folgenden Einsätze ab dem 1. Juli 1942 in der Fernsicherung der Konvois PQ.17, der Sonderfahrt Ende Juli nach Murmansk, der Unterstützung des US-Kreuzer Tuscaloosa Mitte August und der Versenkung des deutschen Minenschiff Ulm südostwärts der Bäreninsel am 25. August sowie der Sicherung der Konvois PQ.18
- siehe Schwesterschiff Marne: „Erneuter Nordmeereinsatz“

### Der Verlust der HMSMartin
HMS Martin wurde den Sicherungseinheiten für Landungen der Alliierten in Französisch-Nordafrika (Operation Torch) zugeteilt. Am 30. Oktober 1942 verließ sie mit anderen Einheiten Scapa Flow. Nach dem Auftanken in Gibraltar diente sie im Sicherungsschirm der Schweren Einheiten der Royal Navy im westlichen Mittelmeer. Während der Landungsphase am 7./8. November diente sie im Sicherungsschirm der in der „Eastern Task Force“ vor Algier eingesetzten Einheiten und sollte Angriffe von Kriegsschiffen der Vichy-Franzosen unterbinden und ggf. den Landungstruppen Artillerieunterstützung leisten.

Am 10. November gehörte sie zur Sicherung eines der ersten Nachschub- und Verstärkungskonvois, als sie am Morgen nordöstlich von Algier von U 431 torpediert wurde und auf der Position 37° 53′ N, 3° 57′ O sank. Der Zerstörer Quentin konnte noch 63 Schiffbrüchige aus dem Wasser fischen. 161 Besatzungsmitglieder verloren beim Untergang der Martin ihr Leben.